# 卡瓦利诺-特雷波尔蒂
卡瓦利诺-特雷波尔蒂（義大利語：Cavallino-Treporti），是意大利威尼托大区威尼斯省的一个市镇。总面积44.87平方公里，人口13408人，人口密度298.8人/平方公里（2009年）。国家统计（ISTAT）代码为027044。